# Pfarrkirche Riedersbach

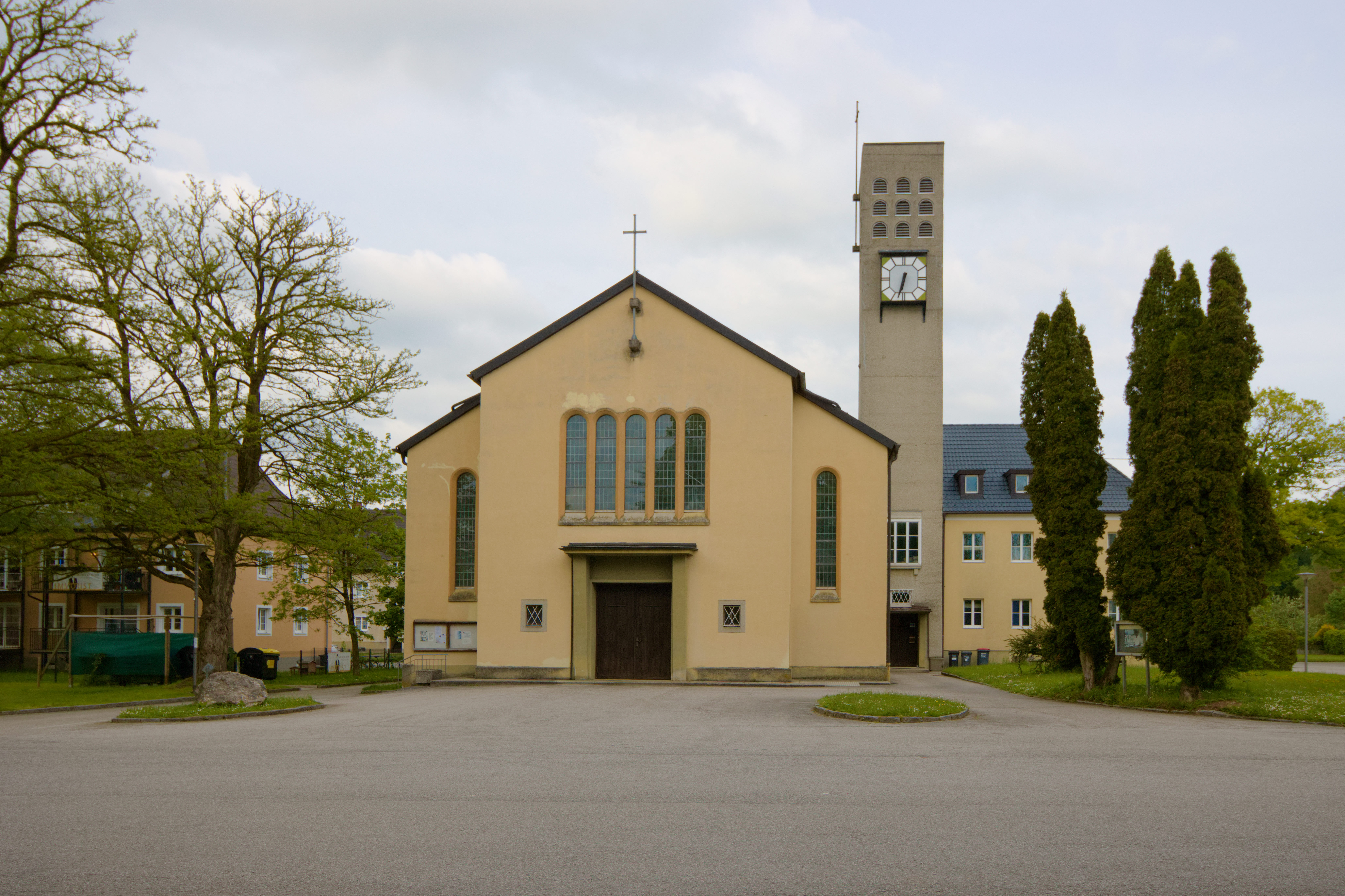
Kath. Pfarrkirche Hl. Familie in Riedersbach

Die römisch-katholische Pfarrkirche Riedersbach steht im Ort Riedersbach in der Gemeinde St. Pantaleon im Bezirk Braunau am Inn in Oberösterreich. Die auf die Heilige Familie geweihte Kirche gehört zum Dekanat Ostermiething in der Diözese Linz. Die Kirche steht unter Denkmalschutz (Listeneintrag).

## Geschichte
Mit 1948 wurde in Trimmelkam mit dem Abbau von Braunkohle begonnen. Bedingt durch den Zuzug von Bergleuten wurde von 1953 bis 1955 nach den Plänen des Architekten Karl von Tobisch-Labotýn in Riedersbach eine Kirche erbaut. Der Bergbau wurde 1994 eingestellt, die ehemalige Schichtuhr wurde auf den Kirchturm übertragen, in der Kirche werden die Namen verunglückter Bergleute genannt.

## Architektur

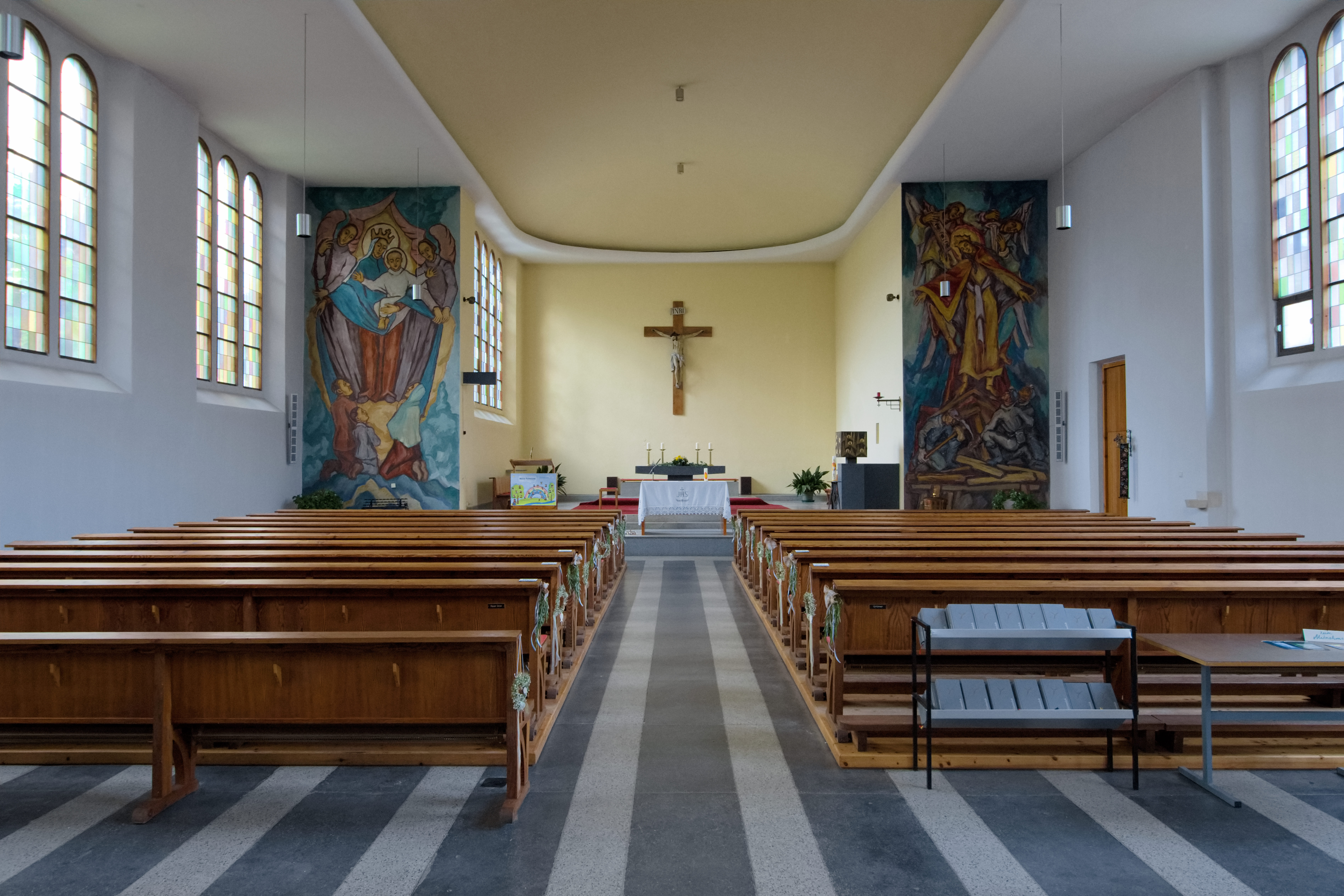
Innenraum

An den seitlichen Wandflächen im Langhaus zum eingezogenen Chor mit einem geraden Schluss sind Fresken des Malers Hans Plank, links mit der Darstellung der Schutzmantelmadonna, rechts mit der hl. Barbara von Nikomedien, der Schutzheiligen der Bergleute.